# Jongmyo Jeryeak
Jongmyo Jeryeak (종묘제례악?, 宗廟祭禮樂?) è la musica impiegata nel rituale che celebra i defunti re e regine della dinastia Joseon (1392-1897), noto come Jongmyo Jerye o Jongmyo Daeje. Il rituale si celebra ogni anno, la prima domenica di maggio, al santuario di Jongmyo, a Seul.

## Storia
Inizialmente, durante l'esecuzione del rituale veniva impiegata la musica aak di origine cinese. A partire dal 1464 essa venne sostituita con altri brani tra cui Botaepyeong e Jeongdaeeop. Entrambi furono concepiti come pezzi da essere usati nei banchetti reali, poi con il regno di re Sejo vennero adattati per essere impiegati nel Jongmyo Jerye, che celebra gli antenati reali della dinastia Joseon.
Il rituale Jongmyo Jerye e la sua musica sono stati inseriti nella Lista rappresentativa del patrimonio culturale immateriale dell'umanità dell'UNESCO nel 2008.

## Rituale

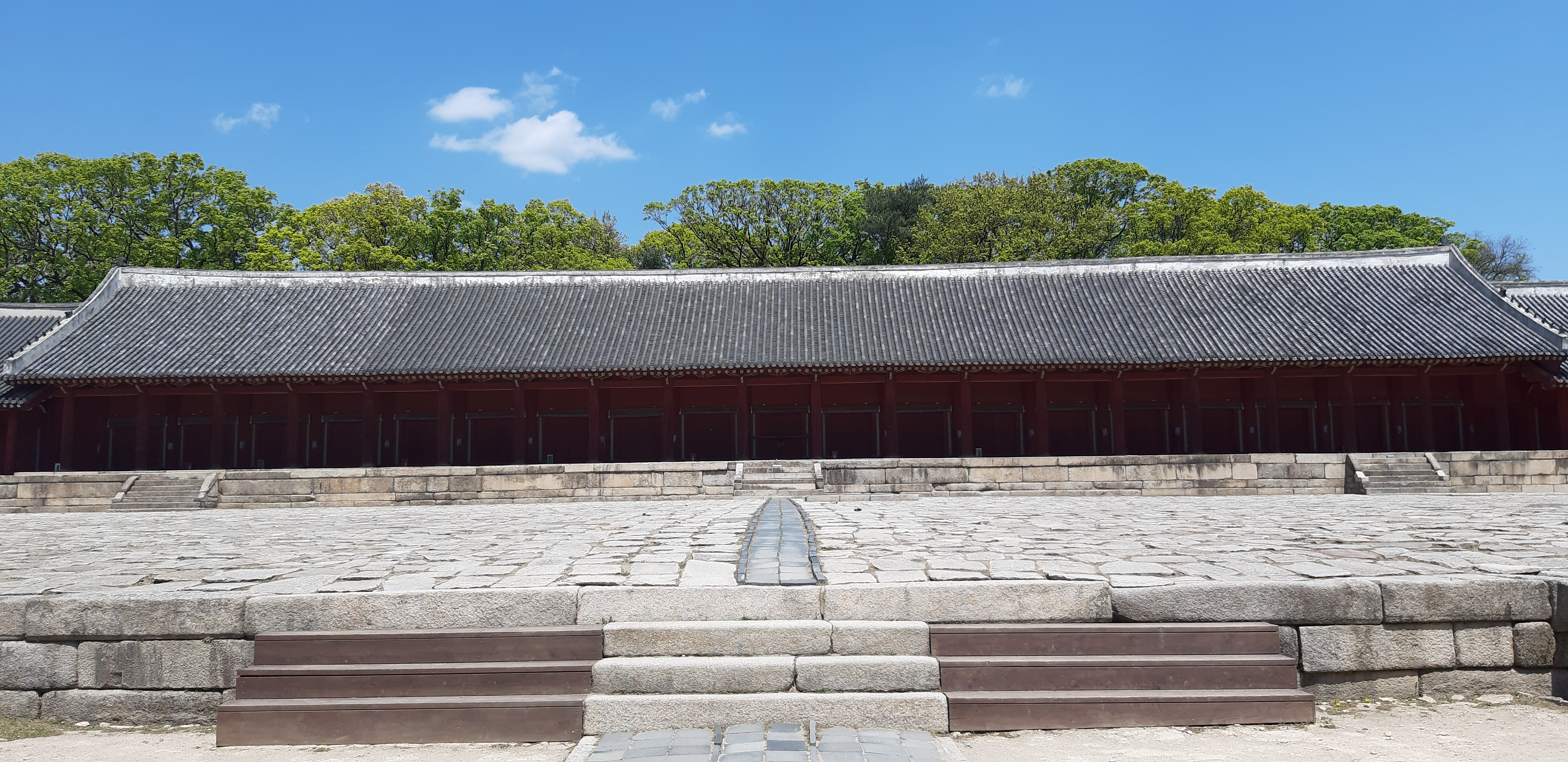
Jeongjeon, la sala principale dove si celebra il Jongmyo Jerye.

Il Jongmyo Jerye è un rituale confuciano e in quanto tale si ispira ai testi classici cinesi sul culto degli antenati e sulla nozione di pietà filiale. Nonostante la derivazione cinese, il rituale non è più celebrato nella terra d'origine. La Corea del Sud è l'unica che ha preservato tale tradizione. La cerimonia risale al XIV secolo ed è stata tramandata pressoché intatta sino all'epoca moderna. Un tempo il rituale era praticato nel primo mese di ogni stagione, ma dal 1971 si svolge soltanto una volta, la prima domenica di maggio, al santuario di Jongmyo.
La cerimonia è costituita da varie sequenze in cui gli officianti offrono cibo e vino in delle coppe rituali mentre strumentisti e danzatori si esibiscono in numeri musicali. La musica (vanno intesi sia i brani strumentali che le danze) è parte integrante del rito, e senza di essa non sarebbe completo. Si divide in diverse fasi:
- Yeongsin (迎神): Accoglienza degli spiriti
- Jeonpye (奠幣): Offerta del tributo
- Jinchan (進饌): Offerta del cibo
- Choheon (初獻): Prima offerta di vino
- Aheon (亞獻): Seconda offerta di vino
- Jongheon (終獻): Terza offerta di vino
- Eumbok (飮福): Condivisione delle bevande sacrificali
- Cheolbyeondu (撤籩豆): Rimozione del tributo
- Songsin (送神): Congedo degli spiriti
- Mangnyo (望燎) o Mangye (望瘞): Bruciatura delle preghiere scritte

Il rituale è organizzato secondo precise regole e significati che rimandano al simbolismo cosmico, ai principi di yin e yang o al pensiero confuciano. Ad esempio, l'inizio e la fine del rituale sono segnalati da due differenti tipi di campane: il teukjong, in metallo, si suona all'inizio e rappresenta il paradiso, il teukgyeong, in pietra, è suonato alla fine e simboleggia la Terra. Vi sono anche altri strumenti aventi la funzione di annunciare l'inizio e la fine della musica: il chuk è uno strumento a percussione situato a est della scena che si utilizza per cominciare; invece a ovest è situato l'eo, strumento a percussione a forma di tigre che si suona al termine della rappresentazione.

## Musica

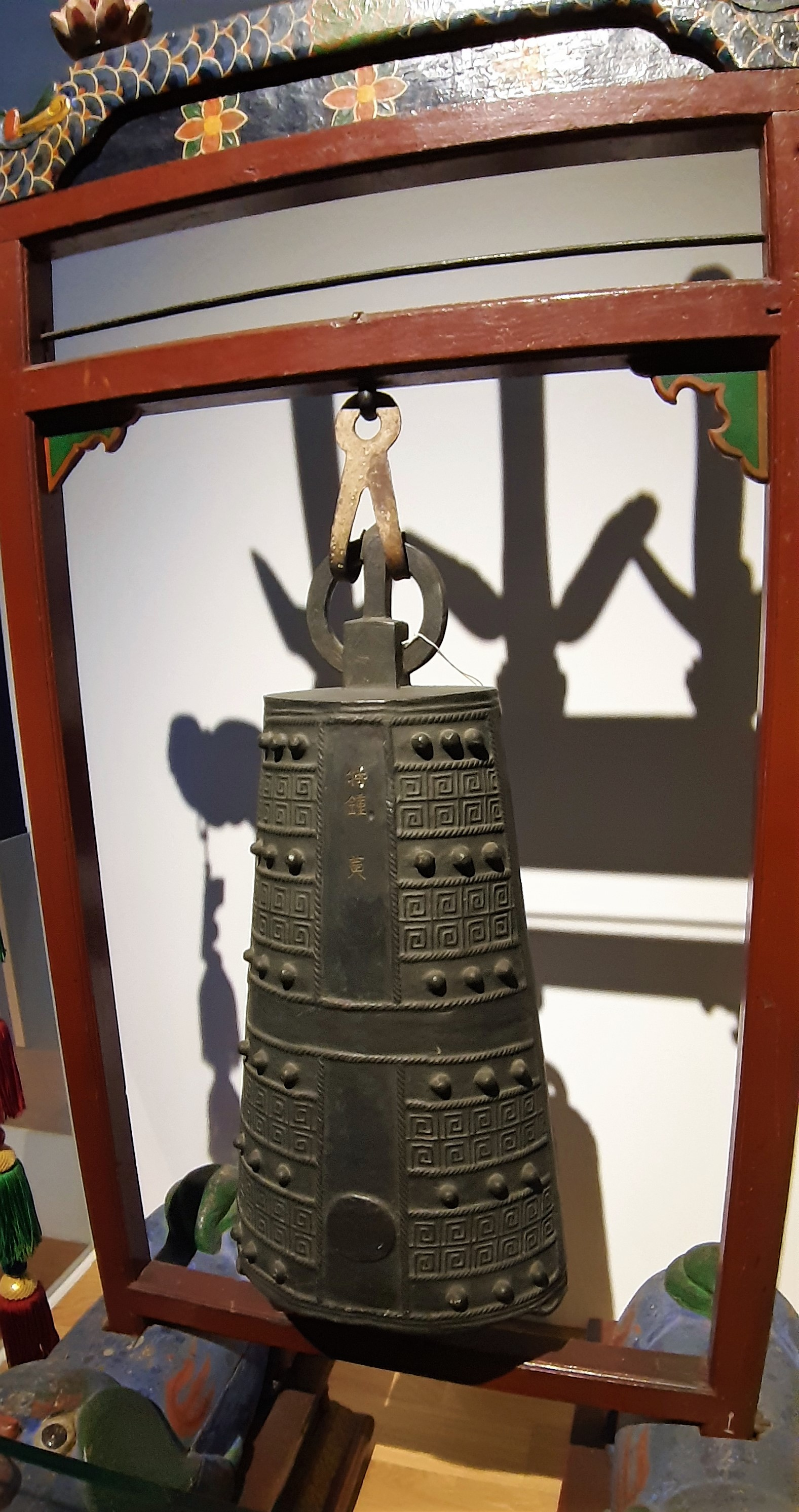
Teukjong, la campana in metallo che si suona all'inizio della rappresentazione.

Mentre le sequenze della cerimonia rituale si susseguono, sulla scena si eseguono brani di musica strumentale chiamati akjang e danze dette ilmu.
Tra i brani che fanno parte dello spettacolo, i più importanti sono Botaepyeong (보태평?, 保太平?) e Jeongdaeeop (정대업?, 定大業?). Il primo significa "Mantenimento della Grande Pace" e ha lo scopo di elogiare i successi civili dei re; il secondo significa "Fondazione di una Grande Dinastia" ed è impiegato per celebrare le virtù militari della dinastia reale. Entrambi furono composti nel 1447 durante il regno di re Sejong (1418-1450) per essere usati negli incontri formali di corte o nei banchetti, fu solo nel 1464, con il regno di re Sejo (1455-1468), che i brani iniziarono ad essere impiegati come musica del Jongmyo Jerye, sostituendo la musica aak usata precedentemente. Il cambiamento rifletteva il volere del padre, re Sejong, il quale si opponeva all'idea di usare musica di radice cinese per onorare la memoria dei reali coreani.
La musica è suonata alternativamente da due orchestre che combinano strumenti impiegati nella musica aak, hyangak e dangak. La prima orchestra deunga (등가?, 登歌?) rappresenta il paradiso ed è situata in alto, sulla terrazza; la seconda heonga (헌가?, 軒架?) si trova nel cortile, in basso, a indicare la Terra. Gli strumenti si possono classificare in base al materiale di cui sono costituiti. In totale vi sono otto materiali (metallo, pietra, seta, bambù, terra, legno, zucca e pelle) che vengono considerati come l'espressione dell'armonia dell'universo. La strumentazione impiegata di solito è la seguente:
- Orchestra da terrazza (deunga): pyeonjong, pyeongyeong, banghyang, dangpiri, daegeum, haegeum, ajaeng, janggu, jeolgo, chuk, eo, bak, akjang (voce).
- Orchestra da cortile (heonga): come sopra, ma si usano l'haegeum e il jingo al posto dell'ajaeng e del jeolgo.

Pyeonjong e pyeongyeong hanno la funzione di guidare le orchestre con la loro chiara melodia e linea ritmica, in modo da creare un'atmosfera solenne.
Tra le due orchestre si esibiscono i danzatori, che simboleggiano gli esseri umani. La danza, eseguita da 64 ballerini allineati su file da otto persone, presenta un'alternanza delle forze Yin e Yang, in conformità con i testi confuciani. Vi sono due generi di danze: la danza civile munmu (문무?, 文舞?), sulla musica Botaepyong, comincia sempre con un passo verso sinistra, e rappresenta la forza Yang. La danza militare mumu (무무?, 武舞?), accompagnata alla musica Jeongdaeop, simboleggia la forza Yin e inizia con un passo verso destra. I danzatori brandiscono degli strumenti simbolici: durante la danza civile tengono un flauto yak nella mano sinistra, un bastoncino a forma di testa di drago jeok da cui pendono delle piume, nella mano destra. Nella danza militare, i danzatori hanno in mano delle spade di legno e lance.